# Pippilotta (Schiff)
Die Pippilotta ist ein deutscher Dreimast-Gaffelschoner, der 1933 als Heringslogger auf der Elsflether Werft mit dem Namen Erika entstanden ist.

## Geschichte

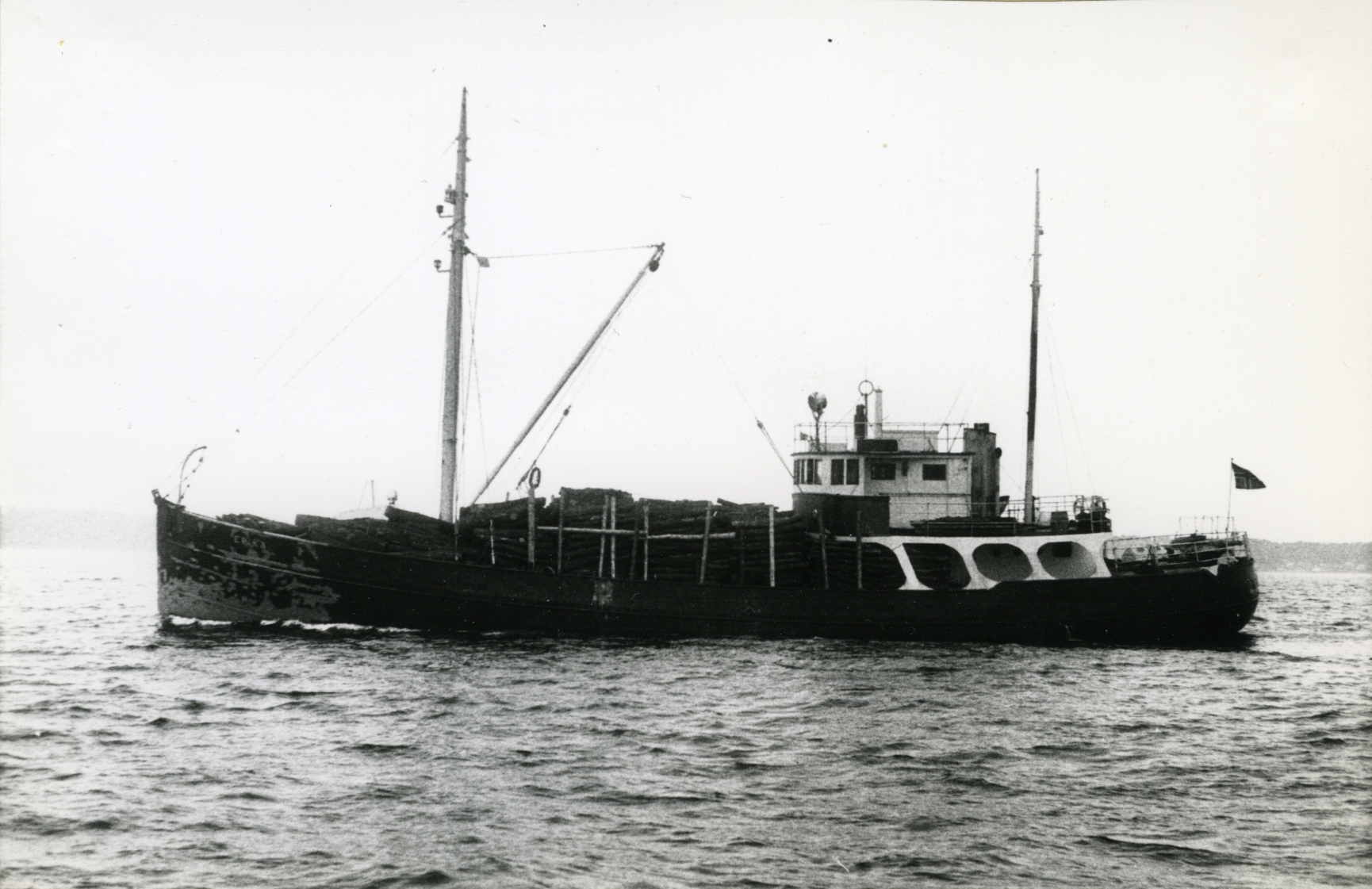
Die Erika im Jahr 1966 als Frachtschiff

Der mit einer 130-PS-Hilfsmaschine ausgerüstete Heringslogger lief im April 1933 auf der Elsflether Werft mit der Baunummer 186 (NB 186) vom Stapel und wurde auf den Namen Erika getauft. Die Ablieferung an die Leerer Heringsfischerei AG erfolgte im Mai 1933. Die Erika erhielt das Fischereikennzeichen AL 25 und das Rufzeichen DGFL. Bis 1939 war das Schiff in der Hochseefischerei im Einsatz, mit Fangfahrten nach Lerwick, Schottland.
Die Erika wurde am 16. Oktober 1939 von der deutschen Kriegsmarine beschlagnahmt und als V 1012 (12. Schiff der 10. Vorpostenflottille) zunächst auf der Nordsee, später auf der Ostsee eingesetzt. Die 10. Vorpostenflottille bestand aus zahlreichen Emder und Leeraner Loggern, die der Kriegsmarine als Hilfsschiffe dienten.  Dazu gehörte auch das Schwesterschiff der Erika, die ebenfalls in Elsfleth gebaute Elfriede (AL 26). Zum 1. Oktober 1943 wandelte die Kriegsmarine die 10. Vorpostenflottille zur 10. Sicherungsflottille bei der 8. Sicherungs-Division um, woraufhin die Erika das Kennzeichen Vs 1012 erhielt. Sie wurde bis Kriegsende im Kattegat sowie in den Belten und Sunden eingesetzt.
Nach Kriegsende erfolgte am 9. August 1945 die Rückgabe an die Eigner und danach ein erneuter Einsatz als Fischereifahrzeug. Nach mehreren Jahren im Fischfang wurde die Erika im Jahr 1956 an den norwegischen Reeder Erik Vikanes verkauft, der sie im Februar 1957 auf der Werft Ottesens Skipsbyggeri in Sagvåg (Kommune Stord) zum Frachtschiff umbauen ließ. Der Heimathafen war Haugesund. Im Jahr 1962 wurde Lars Innvær aus Rubbestadneset (Kommune Bømlo) zum Eigner des Schiffs, das 1963 einen 240-PS-Dieselmotor des norwegischen Herstellers Wichmann bekam. Die Erika ging 1965 an Bjørn Ottesen aus Sagvåg. Er stellte das Frachtschiff im Jahr 1986 außer Dienst und legte es danach in Sagvåg auf.
Im September 1990 kaufte Hartwig Schröder das Schiff und benannte es in Pippilotta um. Noch in Norwegen wurde damit begonnen, es zum Dreimast-Gaffelschoner umzubauen. 1991 überführte man das Schiff nach Arnis an der Schlei. Im Laderaum entstanden Kabinen, wobei die Atmosphäre eines Traditionsschiffes erhalten blieb. Von 1992 bis 1994 unternahm das Schiff eine Reise zu den Pitcairninseln im Pazifik. Seit 1994 ist das Schiff auf der Ostsee und den angrenzenden Meeren unterwegs. Die Pippilotta ist vom Bundesforum Kinder- und Jugendreisen als Unterbringungsstätte für Kinder und Jugendliche zertifiziert.